# 维布赖
维布赖（法語：Vibraye，法語發音：[vibʁɛ]）是法国萨尔特省的一个市镇，属于马梅尔斯区。

## 地理
维布赖（48°3'32"N, 0°44'9"E）面积43.62 平方千米，位于法国卢瓦尔河地区大区萨尔特省，该省份为法国西北部内陆省份，北起顺时针与奥恩省、厄尔-卢瓦省、卢瓦-谢尔省、安德尔-卢瓦尔省、曼恩-卢瓦尔省和马耶讷省接壤，是法国大西部的入口，连接卢瓦尔河谷、布列塔尼和巴黎盆地。
与维布赖接壤的市镇（或旧市镇、城区）包括：尚普龙、梅勒赖、瓦莱讷、贝尔费、拉瓦雷、库埃特龙欧佩什。

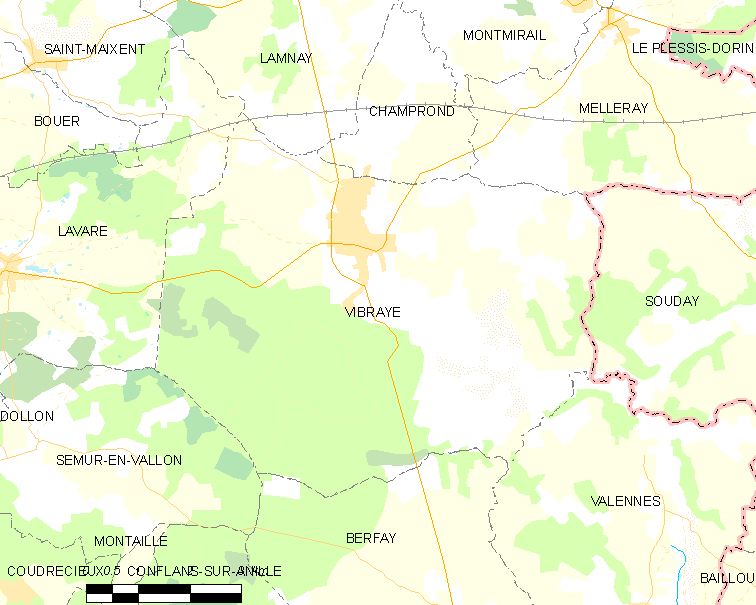
维布赖的OSM定位图

维布赖的时区为UTC+01:00、UTC+02:00（夏令时）。

## 行政
维布赖的邮政编码为72320，INSEE市镇编码为72373。

## 政治
维布赖所属的省级选区为圣卡莱县。

## 人口

1962-2008年间维布赖人口变化图示

维布赖于2022年1月1日时的人口数量为2508人。